# Villalba del Rey (kommunhuvudort)
Villalba del Rey är en kommunhuvudort i Spanien.   Den ligger i provinsen Provincia de Cuenca och regionen Kastilien-La Mancha, i den centrala delen av landet, 90 km öster om huvudstaden Madrid. Villalba del Rey ligger 798 meter över havet och antalet invånare är 658.
Terrängen runt Villalba del Rey är platt åt sydväst, men åt nordost är den kuperad. Terrängen runt Villalba del Rey sluttar västerut. Runt Villalba del Rey är det mycket glesbefolkat, med 4 invånare per kvadratkilometer. Närmaste större samhälle är Sacedón, 16,9 km nordväst om Villalba del Rey. Trakten runt Villalba del Rey består till största delen av jordbruksmark.